# The Adventures of Black Beauty
The Adventures of Black Beauty was een Britse televisieserie die liep tussen 1972 en 1974. De reeks werd geproduceerd door London Weekend Television. 
Enkele hoofdpersonages zijn gebaseerd op het boek Black Beauty van Anna Sewell uit 1877. De serie is het vervolg op het boek. 
Doordat het op zondag gedurende theetijd werd uitgezonden bereikte het een ruimer publiek dan de doelgroep. De 25 minuten durende reeks raakte zo in de top-20 van kijkcijfers. Ook de generiek, "Galloping Home" van Denis King en uitgevoerd door the London String Chorale raakte zo bekend. 
20 jaar later werd een vervolg gemaakt die The New Adventures of Black Beauty heette. 

## Rollen
Dr. James Gordon – William Lucas (52 episodes, 1972–1974)

Amy Winthrop – Charlotte Mitchell (52 episodes, 1972–1974)

Kevin Gordon – Roderick Shaw (51 episodes, 1972–1974)

Squire Armstrong – Michael Culver (31 episodes, 1972–1974)

Vicky Gordon – Judi Bowker (26 episodes, 1972–1973)

Jenny Gordon – Stacy Dorning (25 episodes, 1973–1974)

Police Constable Dickins – Kenneth Thornett (16 episodes, 1972–1974)

Albert Clifton – Tony Maiden (14 episodes, 1972–1974)

Ned Lewis – Stephen Garlick (11 episodes, 1973–1974)

## Seizoen 1
Het eerste seizoen liep op Independent Television (ITV) van september 1972 tot maart 1973.
| nr | titel                       | uitzenddatum      |
| -- | --------------------------- | ----------------- |
| 1  | "The Fugitive"              | 17 september 1972 |
| 2  | "The Hostage"               | 24 september 1972 |
| 3  | "The Pit Pony"              | 1 oktober 1972    |
| 4  | "The Horse Thieves"         | 8 oktober 1972    |
| 5  | "Runaway"                   | 15 oktober 1972   |
| 6  | "Warhorse"                  | 22 oktober 1972   |
| 7  | "The Horsemen"              | 29 oktober 1972   |
| 8  | "The Duel"                  | 5 november 1972   |
| 9  | "The Viking Helmet: Part 1" | 12 november 1972  |
| 10 | "The Viking Helmet: Part 2" | 19 november 1972  |
| 11 | "Day of Reckoning"          | 26 november 1972  |
| 12 | "Man Trap"                  | 3 december 1972   |
| 13 | "Clown on Horseback"        | 10 december 1972  |
| 14 | "Three Locks to Fortune"    | 17 december 1972  |
| 15 | "The Recruiting Sergeant"   | 31 december 1972  |
| 16 | "The Debt"                  | 7 januari 1973    |
| 17 | "The Horse Healer"          | 14 januari 1973   |
| 18 | "The Witch"                 | 21 januari 1973   |
| 19 | "The Ponies"                | 28 januari 1973   |
| 20 | "The Ruffians"              | 4 januari 1973    |
| 21 | "Two of a Kind"             | 11 januari 1973   |
| 22 | "Foul Play"                 | 18 januari 1973   |
| 23 | "Sailor on a Hor se"        | 25 februari 1973  |
| 24 | "Wild Justice"              | 4 maart 1973      |
| 25 | "The Barge"                 | 11 maart 1973     |
| 26 | "Father and Son"            | 18 maart 1973     |

## Seizoen 2
Het tweede seizoen liep op ITV van september 1973 tot maart 1974. 
| nr | titel                            | uitzenddatum      |
| -- | -------------------------------- | ----------------- |
| 27 | "A Member of the Family: Part 1" | 23 september 1973 |
| 28 | "A Member of the Family: Part 2" | 30 september 1973 |
| 29 | "The Outcast"                    | 7 oktober 1973    |
| 30 | "Good Neighbours"                | 14 oktober 1973   |
| 31 | "Mission of Mercy"               | 21 oktober 1973   |
| 32 | "Battle of Wills"                | 28 oktober 1973   |
| 33 | "The Medicine Man"               | 4 november 1973   |
| 34 | "Out of the Night"               | 11 november 1973  |
| 35 | "Panic"                          | 18 november 1973  |
| 36 | "The Challenge"                  | 25 november 1973  |
| 37 | "Pocket Money"                   | 2 december 1973   |
| 38 | "The Quarry"                     | 9 december 1973   |
| 39 | "Secret of Fear"                 | 16 december 1973  |
| 40 | "Lost: Part 1"                   | 23 december 1973  |
| 41 | "Lost: Part 2"                   | 23 december 1973  |
| 42 | "Lost Goddess"                   | 30 december 1973  |
| 43 | "Where's Jonah?"                 | 6 januari 1974    |
| 44 | "A Long Hard Run"                | 13 januari 1974   |
| 45 | "The Horse Breaker"              | 20 januari 1974   |
| 46 | "The Last Round-Up"              | 27 januari 1974   |
| 47 | "Goodbye Beauty"                 | 3 februari 1974   |
| 48 | "The Escape"                     | 10 februari 1974  |
| 49 | "A Ribbon for Beauty"            | 17 februari 1974  |
| 50 | "The Last Charge"                | 24 februari 1974  |
| 51 | "Race Against Time"              | 3 maart 1974      |
| 52 | "Game of Chance"                 | 10 maart 1974     |